# Индепенденты
Индепенденты (от англ. independent — независимый) — приверженцы одного из течений протестантизма в Англии и ряде других стран. Отделились от пуритан в конце XVI века. Индепенденты пользовались значительным влиянием во время Английской революции. Впоследствии они оформились как религиозная община конгрегационалистов. Они стремились к созданию союза независимых общин верующих. Желавших отделиться от разложившейся, по их мнению, церкви Англии протестантов называли также сепаратистами.

## История
По мнению индепендентов, не должно быть ни единой национальной церкви, ни всеобщей подати для содержания духовенства, которое должно жить трудами своих рук и добровольными приношениями верующих, общественные школы должны быть лишены церковного характера и доступ к государственным должностям не должен обусловливаться принадлежностью к одному определенному вероисповеданию. Вышедши само из пуританства, индепендентство отринуло церковную организацию кальвинистов, власть пресвитерианских синодов, которые индепенденты считали одним из видов деспотизма, стоящим в одном ряду с деспотизмом папистов и англикан. Духовенства как особого сословия, обладающего особыми правами, иерархически организованного у индепендентов не было: ссылаясь на пример первой христианской общины, они не признавали между мирянами и духовными той разницы, какую признавали другие церкви.
В догматическом отношении они примыкали по большей части к кальвинизму, в несколько смягченной форме. Впрочем, среди индепендентов встречалось много различных оттенков, благодаря чему образовалось несколько индепендентских общин (квакеры, левеллеры, милленарии, искатели (seekers), ожидатели (waiters) и другие), от очень умеренных до самых крайних, принимавших иногда сильную социальную окраску.
Основателем индепендентства можно считать Роберта Брауна, обнародовавшего в 1582 году резкий памфлет против англиканской церкви и положившего основание секте браунистов. Название индепендентов (то есть «независимых») утвердилось в начале XVII века. Так как отделение от государственной церкви рассматривалось тогда как преступление против верховной власти, то вскоре индепенденты стали подвергаться преследованиям, и уже в 1583 году двое из них были казнены за распространение идей Брауна и Гаррисона. В 1593 году той же участи подверглись Гринвуд и Барроу, державшиеся менее крайних воззрений, чем Браун.
Число индепендентов довольно быстро увеличивалось в последнее десятилетие XVI века; но в начале следующего столетия вследствие преследований они должны были эмигрировать в Нидерланды, где знаменитый Робинсон организовал общину индепендентов в Лейдене. В 1616 году Генри Джэкоб возвратился из Нидерландов в Англию и основал индепендентскую общину в Лондоне, а в 1620 году несколько кораблей с индепендентами отплыло в Америку и положили там основание индепендентским общинам, чрезвычайно размножившимся впоследствии, так как преследования заставляли все новые и новые толпы их искать за океаном возможности устроить свою религиозную жизнь так, как требовала их совесть. В большинстве случаев это были лучшие элементы общества, честные, глубоко верующие, неспособные идти на сделки с совестью, энергичные люди. Своей односторонностью, многими крайностями и странностями они возбуждали часто насмешки, но в общем были силой, достойной уважения, с которой приходилось считаться. Переселившиеся в Америку индепенденты (отцы-пилигримы) стали основателями Плимутской колонии. В числе эмигрантов были такие выдающиеся лица, как апостол свободы Роджер Вильямс, Винтроп, Джон Коттон, Генри Вейн, вернувшийся впоследствии и игравший видную роль во время Английской революции.
Вождём индепендентов был Оливер Кромвель, что сделало индепендентов особенно влиятельной партией во времена существования Английского содружества (Английской республики). Стремление к созданию независимых общин верующих в их учении происходило из идеи соборности церкви, основанной и возглавляемой не государственной властью, а непосредственно членами общин: сепаратисты верили в то, что христиане обязаны искать друг друга и образовывать церкви самостоятельно. Они были в политике приверженцами республиканских и демократических идей. К ним принадлежал поэт, политический деятель и мыслитель Джон Мильтон. В Вестминстерском собрании богословов, открывшемся 1 июля 1643 года, пресвитерианское большинство встретило в индепендентах убежденных и энергичных противников, горячо отстаивавших принцип свободы совести против попыток объявить пресвитерианское церковное устройство божественным установлением, то есть заменить гнет англиканских епископов гнетом пресвитерианских синодов.
Значением индепендентов во время республики объясняются преследования, которым они стали подвергаться после Реставрации, когда целый ряд постановлений (Акт единообразия (1662), Акт о собраниях (1664), Акт о пяти милях (1665), Акт удостоверения 1673 года и другие) ограничивал свободу их богослужения и права и грозил им тяжкими наказаниями.
Только с 1689 года (при Вильгельме III) индепенденты снова получили признание со стороны государства и возможность спокойного существования. Индепендентские общины много сделали в деле широкого распространения образования среди народных масс, особенно в Америке.